# Niphoparmena elgonensis
Niphoparmena elgonensis là một loài bọ cánh cứng trong họ Cerambycidae.